# جانفرانکو جاکتی
جانفرانکو جاکتی (انگلیسی: Gianfranco Giachetti; ۲۷ سپتامبر ۱۸۸۸ – ۲۹ نوامبر ۱۹۳۶) هنرپیشه اهل ایتالیا بود.
از فیلم‌ها یا برنامه‌های تلویزیونی که وی در آن نقش داشته‌است می‌توان به ۱۸۶۰ و دبران اشاره کرد.